# Mercedes Calderón
Mercedes Calderón Martínez (* 1. September 1965 in Santiago de Cuba) ist eine ehemalige kubanische Volleyballnationalspielerin und heutige Trainerin.
Die Mittelblockerin Calderón gewann mit ihrer Mannschaft die Goldmedaille bei den Olympischen Spielen 1992 in Barcelona. Auch bei den Zentralamerika- und Karibikspielen 1990 und 1993, den Panamerikanischen Spielen 1991 und 1995 sowie der Volleyball-Weltmeisterschaft der Frauen 1994 belegte ihr Team jeweils den ersten Platz.
Auf Vereinsebene spielte Mercedes Calderón von 1980 bis 1995 bei Santiago de Cuba sowie in der Saison 1995/96 bei Odakyu Juno in Yokohama.